# Matthias Quad

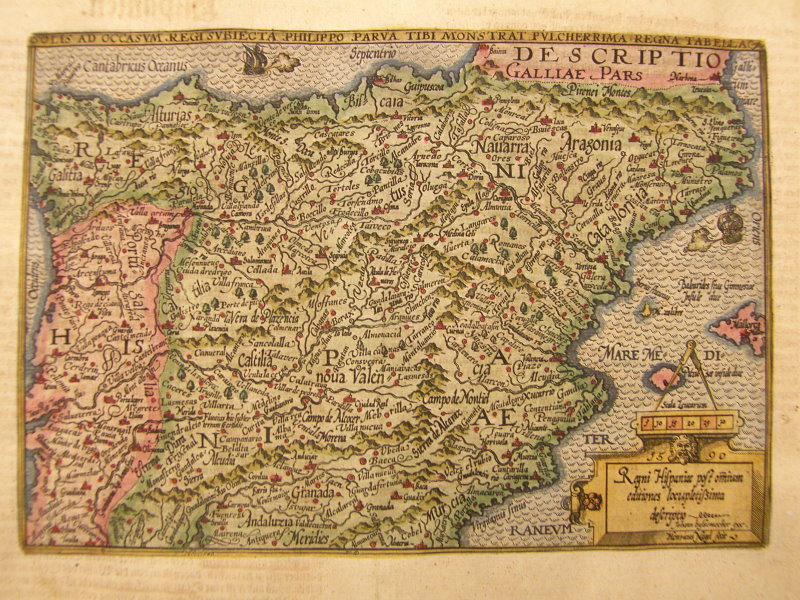
Mapa del Regni Hispaniae de Matthias Quad, editado en Colonia por Johann Bussemacher.

Matthias Quad (Deventer 1557-Eppingen 1613) fue un grabador y cartógrafo de los Países Bajos asentado en Colonia (Alemania). Es el primer cartógrafo europeo que utiliza líneas punteadas para indicar las fronteras internacionales.

## Biografía
Matthias Quad nació y aprendió grabado en los Países Bajos. Grabador en madera y piedra, Quad colaboró con el editor de Colonia Johann Bussemacher para publicar un cuarto atlas de Europa en 1592.  Este trabajo se amplió con Geographisches Handtbuch (1599), obra con más texto que mapas, y luego con un atlas Fasciculus Geographicus (1608).

## Obras
- Europea totius orbis terrarum..., 1592 (edición 1596 en Google Books)
- Globi terrestris compendium, 1598 (En Google Books)
- Enchiridion Cosmographicum, 1599 (En Google Books)
- Geographisches Handtbuch, 1599/1600 (En Google Books)
- Deliciae Germaniae sive totius Germaniae itinerarium, 1600 (En Google Books)
- Itinerarium Universae Germaniae, 1602 (En Google Books)
- Deliciae Hispaniae et index viatorius indicans itinera, 1604 (En Google Books)
- Fasciculus Geographicus, 1608 (En Google Books)